# 保密
保密，又稱保守機密、守秘義務，是一個法律及倫理上的概念，指避免重要資料向公众泄密的操守。
在政治上，為了國家的安全和利益，政府高層人士必須將一些重要資料保守秘密，以避免因資料被揭露而導致政策失效或者公眾恐慌。然而，社會上部份人士（如傳媒、議員等）往往會以知情權為理由來挑戰保密的恰當性，可是尚未公开的保密资料中有相当一部分涉及隐私的内容，因之受到法定隐私权条例的保护而享有不被公众知情的权利。
許多行業有保密的規範，例如醫療人員、律師不得將其病人的病情或客戶的資料在未經當事人許可的情形之下公開或向他人透露。新聞工作者不可透露消息來源。在商業上，新產品發表前，相關人員不能擅自公開或透露其資訊，甚至需簽署保密協議（NDA, Non-disclosure agreement）。